# Yoshi’s Safari
Yoshi’s Safari, in Japan unter dem Namen ヨッシーのロードハンティング bzw.  Yoshi’s Road vermarktet, Hepburn: Yosshī no Rōdo Hantingu, ist ein Videospiel von Nintendo Research & Development 1, einer Entwicklungsabteilung des japanischen Konsolenherstellers Nintendo. Es erschien erstmals am 14. Juli 1993 in Japan, im September 1993 in Nordamerika und 1994 in PAL-Regionen exklusiv für das Super Nintendo Entertainment System (SNES). Es ist das bisher einzige Mario-Spiel, das Elemente aus dem Shooter-Genre enthält und den Besitz einer Lightgun für die Konsole voraussetzt. Man spielt darin Mario, der auf dem Rücken seines Dinosauriers Yoshi reitet und das Königreich vor seinem Erzfeind Bowser und den Koopalingen schützen muss. Die Entwicklung des Spiels war eine Reaktion Nintendos auf die abnehmende Popularität des Super Scope und das erste Super-Scope-Spiel, das den Texture-Mapping-Modus Mode-7 des SNES unterstützte.

## Spielprinzip
Yoshi’s Safari ist ein Light-Gun-Shooter aus der First-Person-Perspektive. Das Spiel bietet zwölf Level und setzt den Besitz des Super Scope, ein Lightgun-Peripheriegerät für das SNES, voraus. Der Spieler sieht das Gameplay aus der Perspektive, wie Mario auf dem Rücken seines Lieblingsdinosauriers Yoshi reitet, und schießt mit dem Super Scope auf Feinde, darunter die traditionellen Goombas, Koopas und Cheep-Cheeps aus bisherigen Mario-Spielen. Wenn der Spieler mit der Super Scope feuert, fällt eine Leistungsanzeige ab. Wenn er zu schnell feuert, wird Mario erschöpft und es kommt zu langen Pausen zwischen den Schüssen, wodurch der Spieler anfälliger für feindliche Angriffe wird. Das Spiel bietet einen Koop-Modus, in dem ein Spieler Mario mit dem Super Scope und ein anderer Yoshi mit einem SNES-Controller steuert. Im Einzelspielermodus wird Yoshi automatisch gesteuert.
Nachdem der Spieler ein Level ausgewählt hat, muss er es innerhalb eines festgesetzten Zeitlimits schaffen. Zusätzlich zu den Feinden schießt der Spieler mit Fragezeichen auf Blöcke, um Münzen zu sammeln. Er erhält für jeweils 60 Münzen ein zusätzliches Leben. Der Spieler verliert Leben, wenn Gegner ihre Lebenspunkte verlieren, wenn er mit weniger als drei Münzen in eine Grube fällt oder wenn er das Level nicht innerhalb der vorgegebenen Zeit abschließen konnte. Der Verlust aller Leben führt zu einem Game over und zwingt den Spieler zum Neustart. Die Level verfügen über verzweigte Pfade, die zu unterschiedlichen Feinden und Preisen führen. Sie enden immer auf demselben Pfad, der zu einem Bosskampf führt. Zu den Bossen gehören die Koopalinge, größere Versionen normaler Feinde und Bowser. Power-ups wie Pilze, Blumen und Sterne verleihen dem Spieler zusätzliche Gesundheit, Feuerkraft und Unbesiegbarkeit. Einige Power-ups können nur während Bosskämpfen verwendet werden.
Yoshi’s Safari spielt im Juwelenland – einem Ort, der dem Pilzreich ähnelt – und bietet eine einfache Geschichte. Bowser und seine Koopalinge entführen die Schmuckland-Machthaber King Fret und Prince Pine und stehlen die 12 magischen Edelsteine, die das Königreich vor Angriffen schützen und verursachen dadurch ein Erdbeben, das es in zwei Teile teilt. Prinzessin Peach schickt Mario und Yoshi auf die Suche nach dem Ziel, Bowser zu besiegen, die Edelsteine wiederzugewinnen und die beiden Herrscher freizulassen. Wenn der Spieler das Spiel beendet, erhält er einen Cheat-Code, der bei der Eingabe auf dem Titelbildschirm einen neuen Schwierigkeitsgrad freischaltet. Das Spiel verfügt auch über eine Rangliste, die mehrere Spielstände aufzeichnet, so dass die Spieler ihre Punktzahlen verfolgen können.

## Entwicklung
Im Februar 1992 veröffentlichte Nintendo den Super Scope, den Nachfolger des beliebten NES Zapper des Nintendo Entertainment System (NES). Zu dieser Zeit stand Nintendo in Konkurrenz mit Sega, einem Unternehmen, das für seine „coolen“ Spiele und Werbekampagnen bekannt ist, und brauchte einen Vorsprung vor diesem Rivalen. Im Gegensatz zu seinem Vorgänger war das Super Scope nur mäßig erfolgreich und es drohte, 1993 in Vergessenheit zu geraten. Das Nintendo-Management erkannte, dass die Relevanz des Peripheriegeräts nachlässt, und beauftragte die berühmte Forschungs- und Entwicklungsabteilung des Unternehmens mit der Entwicklung eines Super-Scope-Spiels mit Mario als Hauptcharakter. Die Zukunft des Super Scope hing von der Leistung dieses Spiels ab. Yoshi’s Safari war das erste Super-Scope-Spiel, das den Mode-7-Modus des SNES verwendete, der einen Eindruck von 3D-Computergrafiken erweckte und das Gameplay realistischer erscheinen ließ.

## Rezeption
Das Spiel erhielt überwiegend positive Kritiken von Videospiel-Fachmagazinen, die die Präsentation – insbesondere die Grafik – und das Gameplay lobten. Nintendo Magazine System bewertete Yoshi’s Safari zur Zeit seiner Veröffentlichung als das beste Super-Scope-Spiel.